# Learjet 85
Dimensions
Le Learjet 85 est un projet d'avion d'affaires biréacteur abandonné et, en 2020, le plus récent modèle de Learjet développé par Bombardier Aéronautique.

## Historique
Le projet a débuté en octobre 2007, pour remplacer le Learjet 60. Le premier vol était prévu pour 2013, mais a finalement eu lieu le 9 avril 2014. L'avion est assemblé à Wichita aux États-Unis, son fuselage est fabriqué à Querétaro  au Mexique, et ses ailes à Belfast en Irlande du Nord. Il devrait y avoir une cuisine, des toilettes et une salle de bain à bord. 
Le 15 janvier 2015, Bombardier a annoncé le gel du programme dont le développement a coûté environ 2,5 milliards de dollars américains, cinq fois plus que prévu au départ pour un avion vendu aux environs de 18 millions de dollars US, à cause du faible nombre de commandes enregistrées pour le modèle.
Le 29 octobre 2015, Bombardier annonce finalement l'annulation définitive du programme, en raison de commandes insuffisantes. Le jour de l'annonce, l'action Bombardier cotée à la bourse de Toronto s'écroule de 17,9 %.